# 国際連合安全保障理事会決議143
国際連合安全保障理事会決議143（こくさいれんごうあんぜんほしょうりじかいけつぎ143、英: United Nations Security Council Resolution 143, UNSCR143）は、1960年7月17日に国際連合安全保障理事会で採択された決議。ベルギーに対してコンゴ共和国からの軍の撤退を要請すると共に、ダグ・ハマーショルド国連事務総長にコンゴへ派遣する国連軍編成の権限を与えるものである。決議は賛成8票・棄権3票で採択された。

## 内容
国連憲章第99条の下に行動するとしたダグ・ハマーショルド国連事務総長の報告の後、国際連合安全保障理事会の第873回会合において、コンゴ共和国（コンゴ・レオポルドヴィル）のパトリス・ルムンバ首相とジョセフ・カサブブ大統領よりハマーショルド宛に出された軍事支援要請を考慮してベルギー政府に対してコンゴ共和国領土からの撤退を要請し、ハマーショルドに国連軍（国連コンゴ活動）編成の措置を講じる権限を与えた。
決議は賛成8票・棄権3票（フランス、イギリス、中華民国）で採択された。